# Sonnewalde
Sonnewalde település Németországban, azon belül Brandenburgban. Lakosainak száma 3182 fő (2023. december 31.).

## Népesség
A település népességének változása:
| Lakosok száma | 3256 | 3231 | 3154 | 3153 | 3169 | 3182 |
|               | 2017 | 2019 | 2020 | 2021 | 2022 | 2023 |